# Crubeens
Crubeens (irsky Crúibíní) je tradiční pokrm irské kuchyně. Jedná se o vepřové nožičky, které se připravují vařením, smažením, pečením i jinými způsoby.

## Historie
Jídlo se vařilo již v gaelském Irsku a jednalo se spíše o pokrm chudších vrstev. Populární se stalo ve druhé polovině 19. století, kdy byly v Corku, Waterfordu, Limericku, Dublinu a Belfastu založeny velké potravinářské podniky na zpracování vepřového masa a crubeens byly vyváženy až do Západní Indie. Prodávaly se v hostincích i na ulici, a to zejména v sobotu večer a v období trhů.
V průběhu 20. století v Irsku poklesla poptávka po vepřovém mase a crubeens se stalo méně oblíbené i prodávané; po celosvětové finanční krizi pak došlo k částečnému obnovení zájmu o toto jídlo, jelikož vzrostla popularita levných pokrmů z masa.

## Příprava a konzumace
Při přípravě pokrmu se celé vepřové nohy (především zadní) očistí a vytrhají se z nich chlupy. Poté se maso většinou uvaří a následně usmaží. Tradičně se crubeens jedí rukama společně se sodovým chlebem či jinou přílohou a zapíjejí pivem.

## Zajímavosti
- Pokrm je zmiňován v lidové písni The Galway Races, kterou zpopularizovala irská folková skupina The Dubliners.[1]